# Wachtlerberg
Der Wachtlerberg in Mittelfranken, im Volksmund kurz Wachtler genannt, ist ein 586,7 m ü. NHN hoher, bewaldeter Berg des Mittelgebirges Fränkische Alb im Stadtgebiet von Wassertrüdingen im Landkreis Ansbach und im Gemeindegebiet von Westheim im Landkreis Weißenburg-Gunzenhausen (Bayern).

## Namenskundliches
Der Name Wachtler lässt sich unverändert mindestens bis in das 15. Jahrhundert zurückverfolgen. Ein im Jahr 1239 genannter Besitz des ehemaligen Klosters Rebdorf namens Watelaren könnte den Wachtlerberg meinen. Der Heimatforscher Martin Winter führt den Namen auf wart („Furt“) und lar („Weide“) zurück.

## Geschichte
Grabhügel und Reste einer Abschnittsbefestigung sprechen für eine vorgeschichtliche Besiedlung des Wachtlerbergs. Ebenfalls nachgewiesen wurden Siedlungsspuren der späten Hallstattzeit, frühen Latènezeit, der römischen Kaiserzeit sowie des Mittelalters. Am östlichen Fuß des Berges befand sich im Mittelalter eine Burg.

## Geographie

### Lage
Über den Wachtlerberg zieht die Grenze zwischen der Stadt Wassertrüdingen (Landkreis Ansbach), deren Kernstadt westlich des Berges liegt, und der Gemeinde Westheim (Landkreis Weißenburg-Gunzenhausen), deren Kernort sich südsüdwestlich befindet; sie passiert in Süd-Nord-Richtung den Hauptgipfel in wenigen Metern Abstand. Dieser liegt, im Gegenuhrzeigersinn betrachtet, 2,7 km südsüdöstlich von Obermögersheim und 2,2 km nordöstlich von Geilsheim, zwei Ortsteilen von Wassertrüdingen; 2 km nordnordwestlich von Ostheim, einem Ortsteil von Westheim; 3 km westsüdwestlich vom Gnotzheimer Ortsteil Spielberg und 3,5 km südwestlich vom namengebenden Hauptort der Marktgemeinde Gnotzheim selbst.

### Naturräumliche Zuordnung und Geologie
Der Wachtlerberg gehört in der naturräumlichen Haupteinheitengruppe Fränkisches Keuper-Lias-Land (Nr. 11), in der Haupteinheit Vorland der Südlichen Frankenalb (110) und in der Untereinheit Hahnenkamm-Vorland (110.2) zum Naturraum der Hahnenkamm-Vorberge (110.20).
Der Berg besteht aus Braunjura, im Umland liegt meist Schwarzjura.

### Berghöhe und Topographie
Der Wachtlerberg hat zwei zum Wassertrüdingener Gebiet gehörende Gipfel: den Haupt- und zugleich Südostgipfel (586,7 m) und den Nordwestgipfel (578 m). Die Landschaft des bewaldeten Berges erbebt sich, morphologisch von ihm geschieden, westlich der Nordwestspitze des Hahnenkamms in Richtung auf den etwa 12 km entfernten Hesselberg (689,4 m) hin zu etwa hundert Meter hoch über seinem Umland.

### Fließgewässer und Wasserscheide
Vom Hahnenkamm im Osten kommend, zieht die Wasserscheide zwischen Altmühl im Norden und Wörnitz im Süden bis auf den etwas nordwestlich vom höchsten Punkt des Wachtlerbergs liegenden Nebengipfel und knickt dort nach Norden ab. Am Berg entstehen, im Gegenuhrzeigersinn aufgeführt und teils in Gestalt anders benannter Oberläufe, die folgenden Bäche oder kleinen Flüsse: Östlich des Hauptgipfels entspringt der Wurmbach, der durch den nahe dem Nordwestgipfel quellenden Funkenhardgraben gespeist wird und zur Altmühl fließt. Auf der Nordwestflanke liegt die Quelle des Arrabachs und auf der Westflanke jene des Arrenbachs, deren beider Wasser über den bergnahen Lentersheimer Mühlbach die Wörnitz erreicht. Auf der Südflanke entspringen unter anderem der Grundbach und rechte Oberläufe des Bruckbachs, die beide etwas weiter flussabwärts in die Wörnitz münden.